# Кубена
Ку́бена (Кубина) — река в Архангельской и Вологодской областях России, впадает в Кубенское озеро, принадлежит бассейну Северной Двины. Длина — 368 км, площадь бассейна — 11 000 км², средний расход в нижнем течении — 52,2 м³/с. Крупнейший приток, впадающая слева Сямжена.
Судоходна в низовьях. В межень Кубена сильно мелеет. На реке расположен город Харовск.

## Течение
Кубена берёт начало на Коношской возвышенности, расположенной на юге Архангельской области, неподалёку от посёлка Коноша. От истока течёт на юг, русло извилистое, течение быстрое, в русле камни, шиверы, перекаты, в половодье большая часть из них уходит под воду. Берега Кубены высокие, лесистые. После Харовска течение реки успокаивается, перекаты исчезают. В нижнем течении река расширяется до 200—300 метров, при впадении в Кубенское озеро образует обширную дельту со сложной конфигурацией проток. У начала дельты расположено село Устье.

## Притоки

Схема бассейна Северной Двины

(расстояние от устья)
- 14 км — река Кихть (пр)
- 89 км — река Сить (пр)
- 133 км — река Сима (лв)
- 137 км — река Сямжена (лв)
- 151 км — река Катрома (пр)
- 213 км — река Ёмба (лв)
- 248 км — река Вотча (лв)

## Гидрология
| Средний расход воды (м³/с) реки Кубены по месяцам с 1951 по 1988 гг. (замеры производились на гидрологическом посту в районе деревни Савинской, в 146 км от устья) |

## Данные водного реестра
По данным государственного водного реестра России и геоинформационной системы водохозяйственного районирования территории РФ, подготовленной Федеральным агентством водных ресурсов:
- Бассейновый округ — Двинско-Печорский;
- Речной бассейн — Северная Двина;
- Речной подбассейн — Малая Северная Двина;
- Водохозяйственный участок — Кубенское озеро и река Сухона от истока до Кубенского гидроузла;
- Код водного объекта — 03020100112103000005276[4].